# V1048 Геркулеса
V1048 Геркулеса (лат. V1048 Herculis) — одиночная переменная звезда в созвездии Геркулеса на расстоянии (вычисленном из значения параллакса) приблизительно 40019 световых лет (около 12270 парсек) от Солнца. Видимая звёздная величина звезды — от +19,3m до +17,9m.
Открыта Меузингером в 2001 году*.

## Характеристики
V1048 Геркулеса — красно-оранжевый гигант, углеродная пульсирующая полуправильная переменная звезда типа SRB (SRB) спектрального класса C. Эффективная температура — около 3800 K.